# Bohdalov
Bohdalov là một chợ huyện thuộc huyện Žďár nad Sázavou, vùng Vysočina, Cộng hòa Séc.